# Bichești
Bichești – wieś w Rumunii, w okręgu Vrancea, w gminie Boghești. W 2011 roku liczyła 190
mieszkańców.